# Ezcaray
Ezcaray és un municipi de la Rioja, a la regió de la Rioja Alta. La seva activitat turística comporta que passi de 2.000 habitants en temporada baixa a més de 15.000 a l'estiu. La seva principal activitat a més del turisme és la indústria de la fusta, existint fàbriques de mobles, butaques, penjarobes i altres articles de fusta.

## Activitats
Sent Ezcaray la primera vila turística de La Rioja, és una localitat molt activa. En la primera quinzena del mes de juliol se celebra des de 1996 un festival internacional de Jazz amb actuacions en 8 escenaris diferents: Parc de Tenorio, Alberg de la Real Fàbrica, Echaurren, Casa Masip, Pub Troica, Plaça de la Verdura, Església de Santa María la Major i Bar La Estación. A més, s'organitzen jornades micológicas en la coneguda com Plaça de la Font per a ensenyar als visitants a buscar bolets, seleccionar-les i sobretot, diferenciar-les. Des de fa alguns anys, l'ajuntament també organitza concursos de pintura i fotografia per a acostar a la població a aquest art, i ha recuperat la figura del poeta bohemi Armando Buscarini.

## Història
Fou fundada en el segle x pels reis navarresos amb la intenció de repoblar les zones frontereres. El seu nom prové del terme basc "Aitz-Garai", que significa penya alta, el nom fa referència a "la picota de Sant Torquat", una penya característica d'uns 200m d'altura que s'alça en l'entrada de la vall. AL repartir Sanç III els regnes entre els seus fills, cau en mans de l'hereu del regne de Navarra, Garcia Sànchez III. En 1076 va ser annexionat a Castella, perquè Alfons VI de Castella va aprofitar el buit creat després de l'assassinat de Sanç Garcés IV per part del seu germà.
El 24 d'abril de 1312, el rei castellà Ferran IV li va concedir un Fur a la vall de la vila de Ojacastro, Ezcaray i Zorraquín i Valgañón, la intenció de la qual seguia sent repoblar aquesta zona, fronterera amb el Regne de Navarra. Va seguir vigent fins a la retirada dels furs en 1876 després de la Tercera Guerra Carlina. La vall fou fins al segle xiv un reducte de l'idioma basc que en zones més planes de La Rioja s'havia perdut en segles anteriors. Es dona la circumstància que en el segle anterior, la justícia castellana va reconèixer als habitants del proper poble d'Ojacastro el dret a declarar en aquest idioma en els judicis, per ser parlat en la zona.
En el segle XV la vall de Valdezcaray va ser maioratge del Senyor Pedro Manrique de Lara. En el segle xviii el rei Carles III va fundar la Real Fábrica de Paños, a la qual van seguir altres tantes petites indústries, que van donar bastant auge fins als anys 50 del segle xx, temps en els quals ja no van ser rendibles. Passat això, va arribar una lleu depressió, però l'economia local es va reactivar en pocs anys amb l'explotació del turisme (destacant l'obertura de l'estació d'hivern de Valdezcaray) i per la creació de cooperatives de mobles i butaques, situant al poble en bona situació en l'actualitat. En el passat la vall també va ser apreciat per les seves mines de mineral de ferro i fins i tot petits jaciments d'or, i l'explotació de la ramaderia segueix vigent, encara que en reculada.